# Unidad de selección
Una unidad de selección, también llamada objeto de selección o individuo evolutivo, es una entidad biológica dentro de la jerarquía de la organización biológica (genes, células, organismos, grupos, especies) que está sujeta a selección natural.
Durante varias décadas ha habido gran debate entre los biólogos acerca de en qué medida ha sido moldeada la evolución por las presiones selectivas a estos distintos niveles. Este debate ha tratado en igual medida sobre qué significa una unidad de selección y sobre la importancia relativa de estas unidades, es decir, ¿es la selección individual, o la de grupo, la que ha impulsado la evolución del altruismo? Cuando se observa que el altruismo reduce la aptitud de los individuos, es difícil saber cómo ha evolucionado el altruismo en el contexto de la selección darwiniana actuando sobre los individuos; ver selección de parentesco.

## Historia de la controversia
Para Darwin y para la práctica totalidad de los evolucionistas desde 1859, el organismo individual era el único objeto de selección. No obstante, la cuestión de si Darwin defendió unidades de selección más allá del individuo continúa siendo controvertida. El ejemplo de selección de grupo que suele argüirse es la conservación del aguijón entre las avispas: "si en conjunto el empleo del aguijón es útil a la comunidad social, el aguijón llenará todos los requisitos de la selección natural, aun cuando pueda ocasionar la muerte de algunos miembros". (El origen de las especies, p.279). Para Ruse (1986, p.18) y Gould (2002, p.130) la expresión "útil para la comunidad” no tiene porqué implicar el concepto moderno de selección de grupo. Darwin era, para ambos, un defensor exclusivo de la selección individual.
En 1962 Wynne-Edwards insistió en que ciertos aspectos del comportamiento como los movimientos poblacionales (dispersión) sólo podían ser explicados si se aceptaba a los grupos como objetos de selección. Esta propuesta fue duramente criticada por David Lack y Williams (1966), que consideraban que los grupos no conformaban el tipo de entidades suficientemente cohesionadas. Frente a la propuesta de Wynne-Edwards, Lack adoptó la perspectiva tradicional de la selección organísmica, pero William propuso, en su lugar, la adopción del gen como objeto principal de la selección.

## Ejemplos de selección en cada nivel
Como ha puesto de manifiesto Elliot Sober, una unidad de selección es una entidad cuyas propiedades causan una reproducción diferencial. En este caso, el mismo proceso de selección podría, en algunos ejemplos, describirse correctamente a distintos niveles de la jerarquía biológica. A continuación se presentan y explican casos de selección al nivel de genes, células, individuos y grupos, desde la perspectiva de la selección a varios niveles, denominada por Stephen Jay Gould teoría jerárquica de la selección natural.

### Selección al nivel de los genes

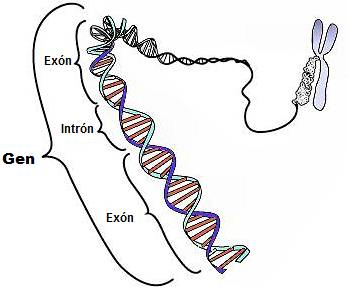
Gen

George C. Williams, en su influyente libro Adaptation and Natural Selection, fue uno de los primeros en presentar una visión de la evolución centrada en los genes en la que el gen es la unidad de selección, afirmando que una unidad de selección debe exhibir un alto grado de permanencia.
Richard Dawkins ha escrito varios libros que popularizan y extienden la idea. De acuerdo con Dawkins, los genes causan fenotipos y un gen es 'juzgado' por sus efectos fenotípicos. Dawkins distingue entre las entidades que sobreviven o fracasan al sobrevivir ("replicadores") y las entidades con una existencia temporal que interactúan directamente con el entorno ("vehículos"). Los genes son "replicadores", mientras que los individuos y los grupos de individuos son "vehículos". Dawkins afirma que, aunque ambos son aspectos del mismo proceso, se debe tomar a los "replicadores" como unidades de selección en lugar de los "vehículos". Esto es porque los replicadores, debido a su permanencia, deben ser considerados los beneficiarios últimos de las adaptaciones. Los genes son replicadores y por tanto el gen es la unidad de selección.
Los críticos de Dawkins (especialmente Lewontin y Sober) han rechazado que los genes sean la unidad de selección universal alegando distintos argumentos:
- La crítica principal consiste en resaltar el hecho de que los "genes desnudos", al no ser objetos independientes, no son "visibles" para la selección y que, por lo tanto, nunca pueden ser su objeto.

- Por otro lado, el mismo gen, como el gen responsable de la anemia en los humanos, puede ser beneficioso en condiciones heterocigóticas pero deletéreo y a veces mortal en el estado homocigótico. Muchos genes tienen distintos valores adaptativos cuando se los sitúa en diferentes genotipos. Los efectos fenotípicos de un gen pueden depender, por tanto, del contexto. Si un gen aumenta el éxito reproductivo en un contexto pero lo disminuye en otro, carece de un rol causal global.

- Al seleccionismo genético se le ha objetado también el fenómeno inverso de la pleiotropia, así como la interacción de los genes que controlan componentes poligénicos del fenotipo.

Algunos ejemplos claros de selección a nivel de los genes incluyen la deriva meiótica y los retrotransposones. En estos dos casos, las secuencias génicas aumentan su frecuencia relativa en una población sin proporcionar necesariamente beneficios a otros niveles de organización. Las mutaciones de la deriva meiótica (ver distorsión en la segregación) manipulan la maquinaria de la segregación cromosómica, de manera que los cromosomas que portan la mutación se hallan luego en más de la mitad de los gametos producidos por los individuos heterocigóticos para esa mutación, y por esta razón la frecuencia de la mutación aumenta en la población. Los retrotransposones son secuencias de ADN que generan copias de sí mismas que luego se insertan en el genoma de manera más o menos aleatoria. Estas inserciones pueden ser muy mutagénicas y por tanto reducir drásticamente la aptitud del individuo, por lo que hay una selección muy fuerte contra los elementos que son muy activos. También se ha comprobado que los alelos de la deriva meiótica reducen la aptitud del individuo, ejemplificando claramente el conflicto potencial que hay entre los distintos niveles de selección.

### Selección al nivel de las células
Leo Buss, en su libro The Evolution of Individuality, propone que gran parte de la evolución del desarrollo en los metazoos refleja el conflicto entre las presiones selectivas que actúan al nivel celular y las que actúan al nivel del individuo multicelular. Esta perspectiva permite que cobren sentido fenómenos tan diversos como el cáncer, la gastrulación y el secuestro de la línea germinal. Por ejemplo, el cáncer ocurre cuando células individuales del cuerpo mutan y desarrollan la capacidad de proliferar sin las restricciones que actúan sobre las células normales, que de esta manera cumplen con las necesidades del organismo individual. Sin embargo, uno debe ser cuidadoso y no abusar de estos términos para no trivializarlos. Por ejemplo, la proliferación de células específicas del sistema inmunitario vertebrado para luchar contra agentes patógenos infecciosos podría describirse como un caso de selección celular, pero se describe mejor como un caso de proliferación celular programada y exquisitamente contenida.

### Selección al nivel de los organismos
Los organismos individuales han sido considerados como los objetos de selección por excelencia desde que Darwin publicara El origen de las especies. En los años sesenta, varios autores de la Síntesis evolutiva moderna como Hamilton (1964), Williams (1966) o Maynard Smith (1971) rechazaron la especie como unidad de selección y redujeron la mayoría de los procesos selectivos al organismo individual: un carácter sólo permanece en la población si beneficia directamente a sus portadores e independientemente del beneficio para la especie.
En El gen egoísta, Richard Dawkins redujo su protagonismo evolutivo, considerándolos meros vehículos de los genes. Frente a esta concepción del organismo, David Hull (1980) propuso el término de interactor, definiéndolo como "una entidad que interactúa directamente como un todo coherente con su medio de modo que la replicación es diferencial."

### Selección al nivel de los grupos

Población de hongos.

Ernst Mayr (1996) distingue dos tipos de selección grupal: 
La selección de grupo blandaabarca aquellos fenómenos en los que el valor selectivo de un grupo es simplemente el resultado de la media aritmética de los valores adaptativos de los individuos que lo componen. En estos casos, nos encontramos ante una selección grupal aparente.
La selección de grupo fuertecomprende aquellos fenómenos en los que, debido a la interacción de los individuos o a la división del trabajo u otras acciones sociales, la aptitud del grupo es mayor o menor que la media aritmética de los valores adaptativos de los individuos que lo componen. En estos casos nos encontramos ante una selección de grupo genuina.

### Selección al nivel de las especies
Centrándonos en la especie como individuo evolutivo, se han propuesto dos grandes enfoques en torno a los rasgos que deben considerarse emergentes a efectos de definir su interacción evolutiva con el entorno: el enfoque de "caracteres emergentes" (Vrba, Eldredge) y el enfoque de "aptitudes emergentes" (Lewontin, E. A. Lloyd, S. J. Gould): 
El enfoque de caracteres emergentesrequiere que un rasgo implicado en la selección de especies sea emergente a ese nivel (es decir, producto de la interacción no aditiva entre constituyentes de nivel inferior). Así, si una especie prolifera en virtud de rasgos poblacionales como la distribución geográfica o la densidad, entonces no podemos atribuir la selección al nivel organísmico, pues, por definición, los organismos no tienen densidad de población ni su distribución geográfica tiene porqué correlacionarse de manera absoluta con la de la especie.
El enfoque de aptitudes emergenteses más abarcador que el anterior, incluyendo rasgos que surgen por agregación o suma de las partes de la especie y que, sin embargo, le pertenecen. Desde esta perspectiva, cualquier rasgo específico (sea o no emergente) que confiera una aptitud irreducible a propiedades organísmicas en la interacción de la especie con el entorno define un proceso de selección a nivel de especie. El ejemplo clásico es la tendencia de varios clados de gasterópodos terciarios a un decrecimiento en la frecuencia de especies con larvas planctónicas en relación con aquellas que cuidan de sus crías. Podría alegarse que el fenómeno depende de caracteres poblacionales emergentes, pues los organismos no experimentan especiación. Sin embargo, la baja tasa de especiación viene inducida por la planctotrofia, una adaptación organísmica. Si apelamos al criterio de la aptitud emergente, el problema parece resolverse: el carácter (aunque propio de la especie y no de los organismos), no es emergente, pero confiere una aptitud emergente a la especie donde reside la responsabilidad causal del fenómeno evolutivo.

## Para saber más
- Lloyd, E. (1992) En Keywords in Evolutionary Biology, eds. Keller, H. F. & Lloyd, E. (Harvard Univ. Press, Cambridge, MA): 334-340.
- Brandon, R. (1990) Adaptation and Environment (Princeton Univ. Press, Princeton): 83-85

- Datos: Q3312854